# Dołyniwka (obwód doniecki)
Dołyniwka (ukr. Долинівка) – wieś na Ukrainie, w obwodzie donieckim, w rejonie pokrowskim, w hromadzie Nowohrodiwka. W 2001 liczyła 11 mieszkańców.